# Скутвик
Скутвик (норв. Skutvika или норв. Skutvik) — маленькая деревня в коммуне Хамарёй, фюльке Нурланн, Норвегия.

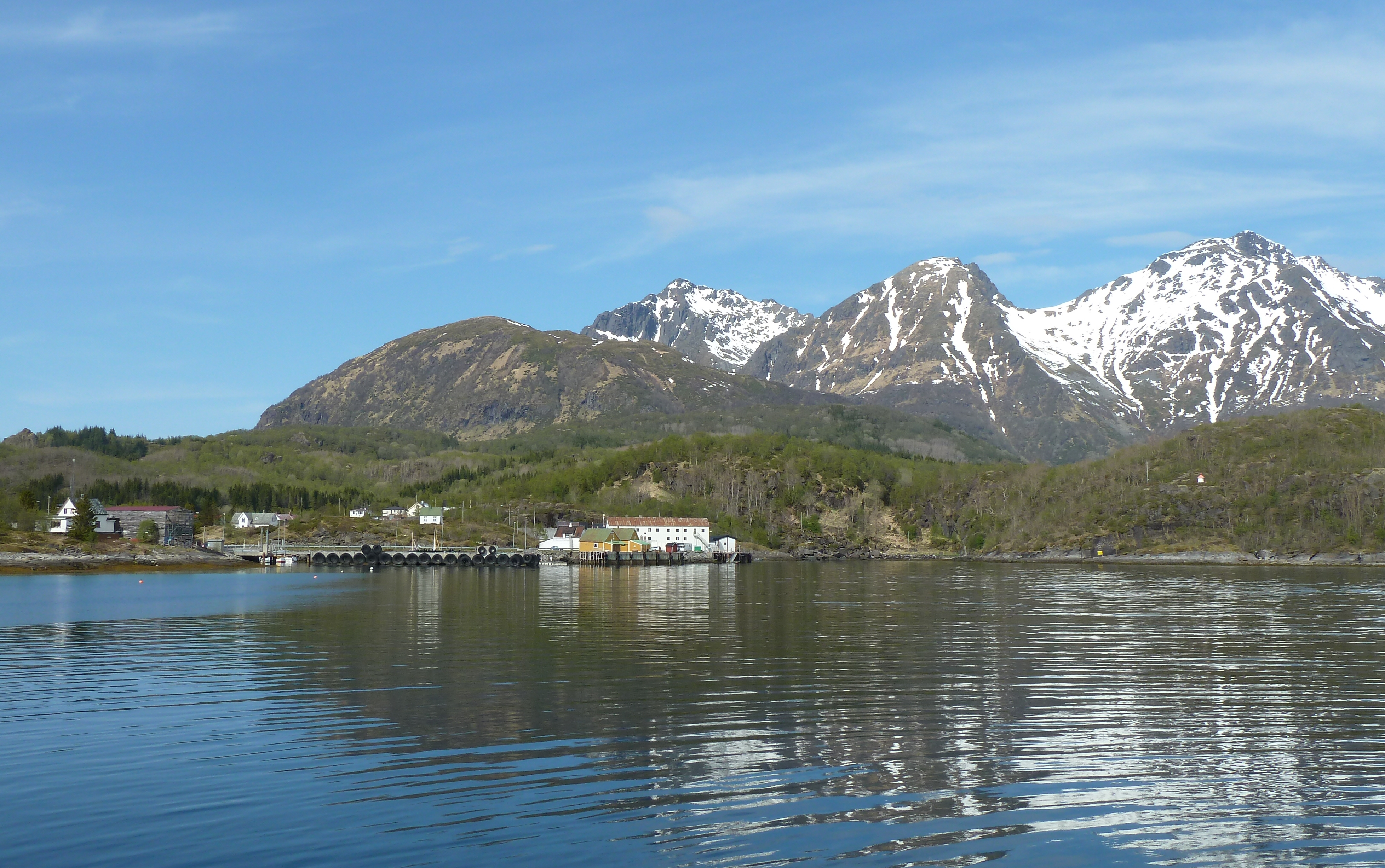
Скутвик

Хамарёй находится на расстоянии 100 км к северу от Будё. Паромный маршрут, соединяющий материк и Свольвер, главный центр Лофотенских островов, проходит через Скутвик. Исходя из этого, деревня является местом посещения для туристов. Несмотря на то, что Скутвик является маленькой деревней, он так же является красивым местом с живописными пейзажами, типичными для северной части Норвегии. 